# Мамаєва Ніна Василівна
Ніна Василівна Мамаєва (нар. 8 лютого 1923, Омськ, Російська РФСР — пом. 14 серпня 2001, Санкт-Петербург, Росія) — російська радянська акторка, педагогиня. Народна артистка СРСР (1982).

## Життєпис

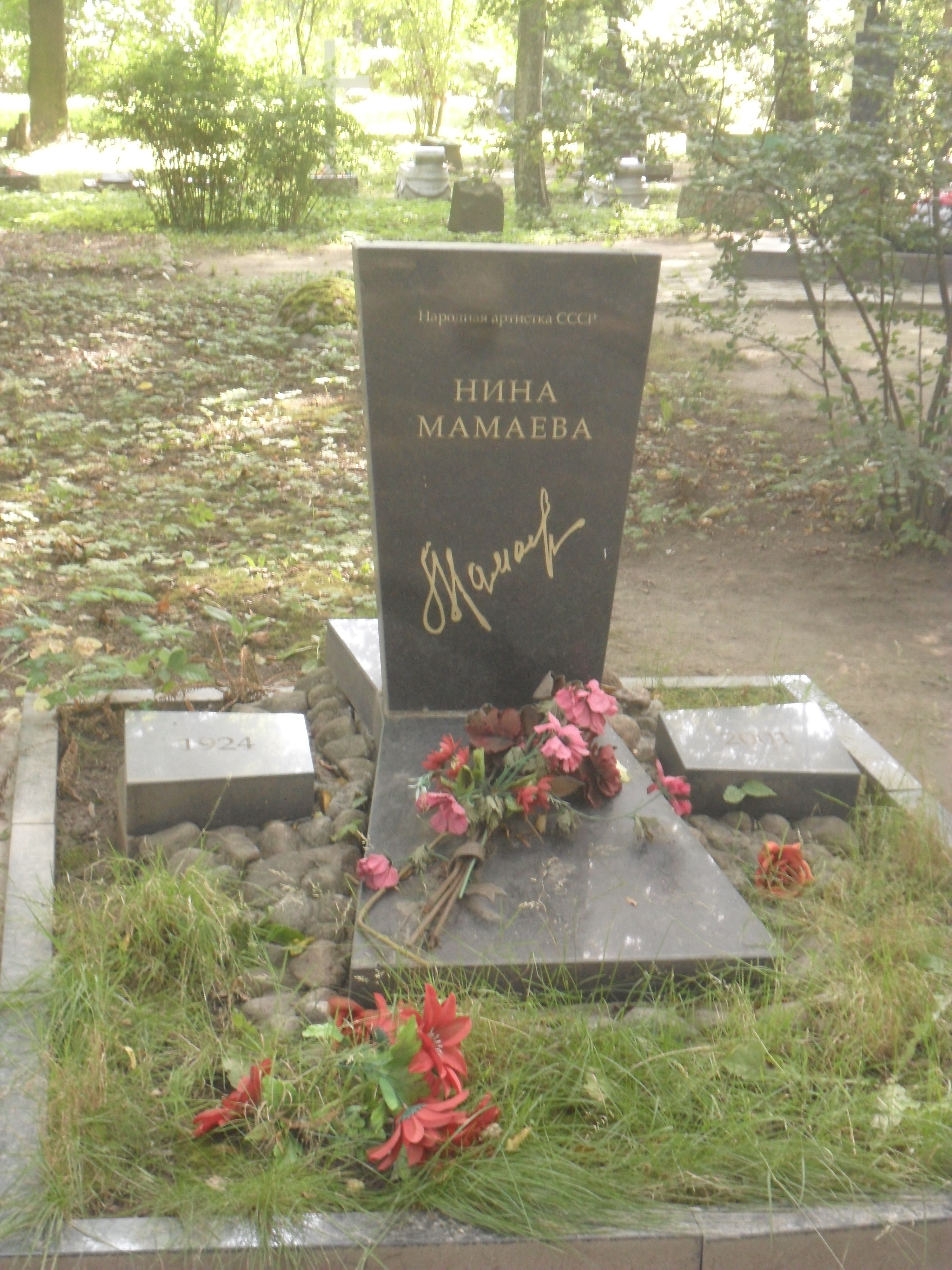
Могила Мамаєвої на Літераторських містках в Санкт-Петербурзі.

Ніна Мамаєва народилася 8 серпня 1923 року в Омську (за іншими джерелами — в 1924 році в Петрограді (нині Санкт-Петербург))
У 1925 році разом з сім'єю переїхала в Новосибірськ. Займалася у театральній студії Будинку Художнього виховання дітей (керівниця — Валентина Вікторівна Пєтухова). Закінчивши школу в 1941 році вступила на радіозавод радіомонтажницею, але коли в 1942 році в евакуацію в Новосибірськ приїхав Ленінградський театральний інститут (нині Російський державний інститут сценічних мистецтв), пішла туди показуватися. На прохання В. І. Соллертинского її відпустили з заводу і в 1946 році, вже в Ленінграді, закінчила цей інститут (майстерня Л. Ф. Макарьєва). Її дипломною роботою стала роль Соні у виставі «Дядя Ваня» А. Чехова.
У 1946—1954 роках — акторка Ленінградського Тюгу (нині — Театр юних глядачів імені А. А. Брянцева). Її акторська зірка зійшла в цьому театрі. З великим успіхом грала молодих героїнь: Любаню у виставі «Бідність не порок», Вику в «Атестат зрілості», Люсю у виставі «Її друзі», Аню в «Вишневому саду» та інших. Весь Ленінград говорив про акторку — Джульєтту, всі прагнули побачити цей спектакль.
В 1954 році була запрошена в Ленінградський театр драми ім. А. С. Пушкіна (з 1990 — Александринський театр) на роль Офелії (режисер Р. М. Козінцев). Виконала на сцені цього театру багато ролей і все життя була акторкою цього театру.
Грала також в інших виставах театрів Ленінграда: Ленінградський театр естради і мініатюр (1981—1983), Ленінградський театр імені Ленінського комсомолу (нині театр «Балтійський дім») (1986—1989).
З 1967 по 1969 роки викладала в Ленінградському інституті театру, музики і кінематографії на курсі Р. Р. Сусловича.
Пішла з життя 14 серпня 2001 року в Санкт-Петербурзі. Похована на Літераторських містках Волковського кладовища.

## Нагороди та звання
- Заслужена артистка РРФСР (1957)
- Народна артистка РРФСР (1968)[1]
- Народна артистка СРСР (1982)
- Медаль "За доблесну працю у Великій Вітчизняній війні 1941—1945 рр .. " (1946)
- Медаль «В пам'ять 250-річчя Ленінграда» (1957)
- Медаль «Ветеран праці» (1980)
- Медаль "50 років Перемоги у Великій Вітчизняній війні 1941—1945 рр .. " (1995)

## Творчість

### Театральні роботи

#### Ленінградський ТЮГ
- «Ромео і Джульєтта» В. Шекспіра — Джульєтта[4]
- «Вишневий сад» А. П. Чехова — Аня
- «Атестат зрілості» Л. Б. Гераскіної — Віка
- «Її друзі» В. С. Розова — Люся
- «Щоденник Наташі Соколовою» А. Г. Зака і І. К. Кузнєцова — Наташа
- «Бідність не порок» О. М. Островського — Любаша

#### Ленінградський академічний театр драми ім. О.С.Пушкіна
- «Гамлет» В. Шекспіра — Офелія
- «Безодня» О. М. Островського — Ліза Кисельникова
- «Смерть комівояжера» А. Міллера — Лінда
- «Суворе щастя» Ст. Михайлова — Маша
- «Добра людина з Сичуані» Б. Брехта — Шен Ті і Шуї Та
- «Чайка» А. П. Чехова — Ніна
- «Гравець» за Ф. М. Достоєвському — Поліна
- «Маленькі трагедії» О. С. Пушкіна — Дону Ганна
- «На дні» М. Горького — Настя
- «Прибуткове місце» А. Н. Островського — Кукушкіна
- «Мораль пані Дульської» Г. Запольської — пані Дульська
- «Міражі» Ю. О'Ніла — Дебора
- «Антігона» Ж. Ануя — Антігона
- «Перший бал Попелюшки» з Є. Л. Шварца — Мачуха
- «Дворянське гніздо» за В. С. Тургенєву — Ліза
- «Три сестри» А. П. Чехова — Поліна Андріївна
- «Маків цвіт» З. М. Гіппіус, Д. С. Мережковського і Д. С. Философова — Євдокимівна
- «Поки вона вмирала» Н. М. Птушкіної — Софія Іванівна

#### Ленінградський театр естради і мініатюр
- «Жахливі батьки» Ж. Кокто, постановка Р. С. Єгорова — Лео
- «П'ять романсів у старому будинку» В. К. Арро, постановка Р. С. Єгорова — Поліна Семенівна Касьянова

#### Ленінградський театр ім. Ленінського комсомолу
- «Хто боїться Вірджинії Вулф?» Е. Олбі, постановка Р. С. Єгорова — Марта

### Фільмографія
- 1951 — Бєлінський — Марія Бєлінська
- 1951 — Світло в Коорді — епізод
- 1953 — Звана вечеря (короткометражний) — дружина Петра Петровича
- 1956 — Шукачі — Майя Костянтинівна Устинова
- 1957 — Степан Кольчугін — Ольга Іванівна
- 1958 — У дні Жовтня — Маргарита Василівна Фофанова
- 1958 — Безодня (фільм-спектакль) — Ліза
- 1961 — Роздуми — епізод
- 1966 — В місті С. — дружина Пузирьова
- 1966 — Еліза Дуліттл (фільм-спектакль) — місіс Пірс
- 1966 — Маленькі трагедії (фільм № 2 «Кам'яний гість») (фільм-спектакль) — донна Анна
- 1967 — Його звали Роберт — Катя
- 1970 — Про кохання — Поліна Іванівна
- 1974 — Лікаря викликали? — сусідка
- 1975 — Чужі листи — Єлизавета Сергіївна
- 1976 — Вдови — вдова Петра Пелипенка
- 1976 — Довга, довга справа — секретарка в приймальні Федора Гавриловича
- 1977 — Біда — попутниця
- 1978 — Помилки юності — мама Гур'янова
- 1978 — Поки б'ється серце (фільм-спектакль) — Любов Михайлівна
- 1978 — Фотографії на стіні — Ірина Олександрівна
- 1979 — Бал (фільм-спектакль) — епізод
- 1979 — Вперше заміжня — Ликера Петрівна
- 1979 — Друга весна — Меланія Антонівна
- 1980 — Останній втечу — Галина Іванівна
- 1982 — Формула пам'яті — Ніна Свєтлова
- 1992 — Рін. Легенда про ікону — Таня, німа черниця

#### Участь у фільмах
- 1998 — Юрій Толубеєв (з циклу телепрограм каналу ОРТ «Щоб пам'ятали») (документальний)